# Everything I Thought It Was
Everything I Thought It Was (en español: Todo lo que pensé que era) es el sexto álbum de estudio del músico estadounidense Justin Timberlake, lanzado el 15 de marzo de 2024 a través del sello RCA Records. Es su primer disco en seis años, después de Man of the Woods.

## Antecedentes
En 2023, Timberlake se reunió con los antiguos miembros de la boy band NSYNC para lanzar el sencillo «Better Place», que formó parte de la banda sonora de la película animada Trolls Band Together. Ese año también colaboró con Timbaland y Nelly Furtado en la canción «Keep Going Up!».
Meses después de publicar estos sencillos, Timberlake divulgó un avance de su próximo proyecto —titulado Everything I Thought It Was— el 19 de enero de 2024, narrado por el actor Benicio del Toro. Tanto la fecha de lanzamiento del álbum, como su primer sencillo —«Selfish»—, fueron anunciados el 25 de enero de 2024. Respecto al disco, Timberlake aseguró que tiene «momentos increíblemente honestos» y que es el más simple que ha creado hasta el momento.

## Promoción
Para promover el álbum, Timberlake ofreció un concierto gratuito en el teatro Orpheum de su ciudad natal, Memphis, el 19 de enero de 2024. El 25 de enero apareció en el programa The Tonight Show Starring Jimmy Fallon, donde anunció su próxima gira de conciertos, llamada Forget Tomorrow World Tour.

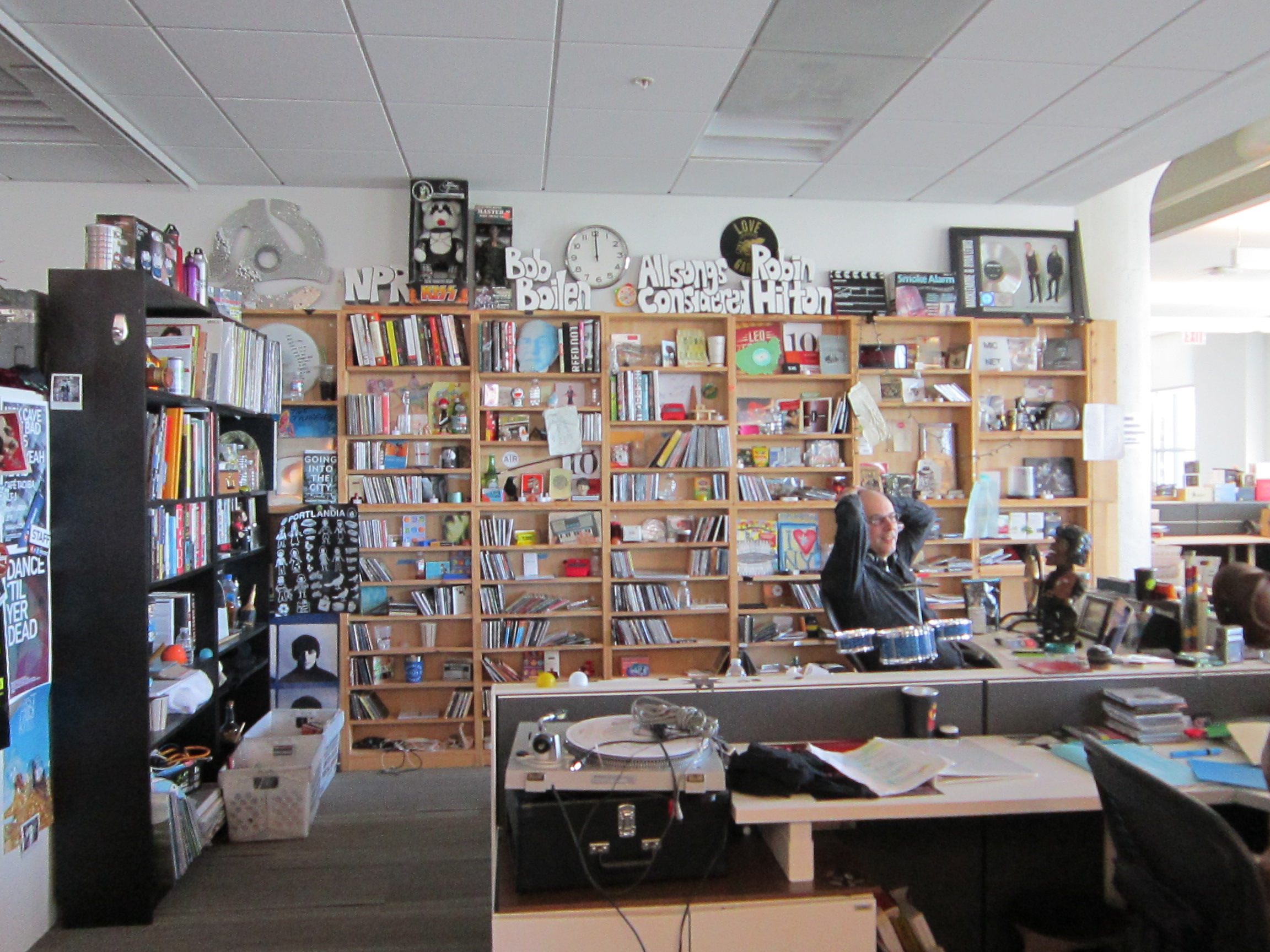
El escritorio de Bob Boilen, donde se graban los conciertos Tiny Desk Concerts para la radioemisora NPR.

Timberlake participó como invitado musical en el programa Saturday Night Live el 27 de enero y dio una entrevista para The Kelly Clarkson Show el 30 de enero. Además, ofreció un concierto gratuito en el Irving Plaza de Nueva York el 31 de enero de 2024, día en que cumplió 43 años.
En el Reino Unido, Timberlake grabó el programa The Graham Norton Show, cuyo episodio fue transmitido el 23 de febrero de 2024. Ese mismo día, Timberlake debía dar un concierto gratuito en el Roundhouse de Camden —tal como lo había anunciado la semana anterior—, pero tuvo que cancelarlo por la gripe que lo aquejaba.
El 4 de marzo de 2023, Spotify montó una gigantografía en la azotea de The Reef —en Los Ángeles— confirmando la lista de canciones de Everything I Thought It Was. Tres días después, Timberlake anunció un concierto gratuito en el Wiltern Theatre de esa misma ciudad, programado para el día 13 de marzo.

## Lanzamiento
Para celebrar el lanzamiento del álbum, Timberlake ofreció una fiesta en el restaurante italiano Dan Tana's de West Hollywood la noche del 14 de marzo de 2024. Al día siguiente, se publicó el segundo sencillo —«No Angels»— y también se estrenó el miniconcierto Tiny Desk Concerts que Timberlake grabó para la radioemisora NPR en Washington D. C.

## Recepción de la crítica
En Metacritic, que asigna una normalizada sobre 100 a las reseñas de los principales críticos, el álbum recibió una puntuación media de 51 basada en 17 reseñas, lo que indica "reseñas mixtas o medias". El sitio agregador de reseñas AnyDecentMusic? recopiló 13 reseñas y otorgó a “'Everything I Thought It Was”' una media de 4,6 sobre 10, basándose en su evaluación del consenso crítico.
Frazier Tharpe, de GQ, valoró positivamente el álbum. En su opinión, "Timberlake devuelve el toque adulto y sexy a “Everything I Thought It Was”". La reunión de NSYNC será noticia, pero como siempre, Timberlake y Timbaland se llevan la palma". Chuck Arnold de The New York Post también hizo una crítica positiva del álbum, escribiendo: "Timberlake recupera su ritmo y se reúne con NSYNC en [su] álbum de regreso". Concluía que "en “Everything I Thought It Was”, Timberlake, ahora con 43 años, vuelve a ser un Hombre de la Pista de Baile, un Hombre de la Habitación e incluso, una vez más, un Hombre de la Boy Band." La crítica de Associated Press Maria Sherman declaró: "En sus mejores temas [...] “Everything I Thought It Was”, es un retorno a la forma para el músico. En los momentos en los que su falsete, inmediatamente reconocible, desemboca en un tipo familiar de funk del futuro, funciona. En otros, parece una nostalgia inoportuna."
Neil Z. Yeung de AllMusic dio al álbum tres de cinco estrellas. En su opinión, “'Everything I Thought It Was”' "está al menos mejor ejecutado que el desigual Man of the Woods y a la par con The 20/20 Experience. Un poco de concentración y edición habrían sido de gran ayuda, porque hay un gran álbum enterrado en algún lugar de aquí." Mientras tanto, escribiendo para el Evening Standard, El Hunt fue más crítico con el álbum, criticando las letras centradas en el sexo y escribiendo: "Con 18 pistas de duración, “Everything I Thought It Was” ciertamente tiene resistencia, pero parafraseando fuertemente un antiguo adagio, no es el tamaño de tu álbum lo que realmente importa. " El editor de Pitchfork Owen Myers señaló que el álbum "es menos un lavado de cara que un cómodo refrito de glorias pasadas. [Timberlake] escala su electro tartamudo y su funk de los 80 en un maximalismo hueco y caro".

## Desempeño comercial
Everything I Thought It Was debutó en el número cuatro de la lista estadounidense Billboard 200, con 67.000 unidades equivalentes a un álbum, calculadas a partir de 31,13 millones de streams y 41.000 copias puras del álbum. Es el sexto álbum consecutivo de Timberlake entre los cinco primeros en ese país.
En Alemania, el álbum debutó en el número cinco; en el número tres en los Países Bajos, En el Reino Unido, “Everything I Thought It Was” debutó en el número cinco de la UK Albums Chart. Además, el álbum debutó en el número uno de la lista Album Downloads Chart, y en el número 15 de la UK Vinyl Albums Chart.  En Australia, el álbum se situó en el número 23, convirtiéndose en el primer álbum de Timberlake que no alcanza el top ten en el país.

## Lista de canciones
| Everything I Thought It Was track listing |                                |             |          |  |
| N.º                                       | Título                         | Producer(s) | Duración |  |
| 1.                                        | «Memphis»                      | Timberlake  | 4:29     |  |
| 2.                                        | «Fuckin' Up the Disco»         | Timberlake  | 4:22     |  |
| 3.                                        | «No Angels»                    | Timberlake  | 3:28     |  |
| 4.                                        | «Play»                         | Timberlake  | 2:51     |  |
| 5.                                        | «Technicolor»                  | Timberlake  | 7:17     |  |
| 6.                                        | «Drown»                        | Timberlake  | 4:20     |  |
| 7.                                        | «Liar» (con Fireboy DML)       | Timberlake  | 3:26     |  |
| 8.                                        | «Infinity Sex»                 | Timberlake  | 3:49     |  |
| 9.                                        | «Love & War»                   | Timberlake  | 3:34     |  |
| 10.                                       | «Sanctified» (con Tobe Nwigwe) | Timberlake  | 5:11     |  |
| 11.                                       | «My Favorite Drug»             | Timberlake  | 5:01     |  |
| 12.                                       | «Flame»                        | Timberlake  | 5:41     |  |
| 13.                                       | «Imagination»                  | Timberlake  | 3:16     |  |
| 14.                                       | «What Lovers Do»               | Timberlake  | 3:42     |  |
| 15.                                       | «Selfish»                      | Timberlake  | 3:49     |  |
| 16.                                       | «Alone»                        | Timberlake  | 3:36     |  |
| 17.                                       | «Paradise» (con *NSYNC)        | Timberlake  | 4:26     |  |
| 18.                                       | «Conditions»                   | Timberlake  | 4:36     |  |
| 76:54                                     |                                |             |          |  |

## Personal
Músicos
- Justin Timberlake - voz
- Elliot Ives - guitarra (pistas 1, 3, 4, 8-10, 12, 14), bajo (3)
- James Ford III - fliscorno, trompeta (1, 9, 17)
- Raymond Monteiro - fliscorno, trompeta (1, 9, 17)
- Robert Avallone - fliscorno, trompeta (1, 9, 17)
- Fred Jackson - flauta, saxofón (1, 9, 17)
- Keith Fiddmont - flauta, saxofón (1, 9, 17)
- Leon Silva - flauta, saxofón (1, 9, 17); saxofón tenor (13)
- Phillip Whack - flauta, saxofón (1, 9, 17)
- Louis Van Taylor - saxofón (1, 9, 17)
- Kevin Williams - trombón (1, 9, 13, 17)
- Stephen Baxter - trombón (1, 9, 17)
- Wendell Kelly - trombón (1, 9, 17)
- Adam Blackstone - bajo (pistas 4, 11, 13)
- Damien "Dammo" Farmer - bajo (pista 8)
- Chris Payton - guitarra (pistas 13, 18)
- Larrance Dopson - teclados (pistas 13, 18)
- Sean Erick - trompeta (pista 13)
- Danja - piano (pista 16)
- Kenyon Dixon - piano (pista 16)
- Peter Lee Johnson - cuerdas (pista 16)
- *NSYNC - voz (pista 17)

Técnicos
- Randy Merrill - masterización
- Chris Godbey - mezcla (todas las pistas), ingeniería (pistas 1-5, 7-10, 12, 14, 16, 17)
- Justin Timberlake - mezcla
- Damien Lewis - ingeniería (pistas 1, 2, 4, 9, 10, 12, 14, 18)
- Louis Bell - ingeniería (pistas 6, 11, 13, 15)

## Charts
| Chart (2024)                                | Peak position |
| ------------------------------------------- | ------------- |
| Australia (ARIA)                            | 23            |
| Austria (Ö3 Austria)                        | 7             |
| Bélgica (Ultratop flamenca)                 | 3             |
| Bélgica (Ultratop valona)                   | 6             |
| Canadá (Billboard Canadian Albums)          | 17            |
| Dinamarca (Hitlisten)                       | 13            |
| Países Bajos (Album Top 100)                | 3             |
| Francia (SNEP)                              | 19            |
| Alemania (Offizielle Top 100)               | 5             |
| Hungría Hungarian Physical Albums (MAHASZ)  | 20            |
| Irlanda (OCC)                               | 48            |
| Italia (FIMI)                               | 41            |
| Japón Japanese Digital Albums (Oricon)      | 16            |
| Japón Japanese Hot Albums (Billboard Japan) | 47            |
| Nueva Zelanda (Recorded Music NZ)           | 25            |
| Portugal (AFP)                              | 23            |
| Escocia (Scottish Albums Chart)             | 12            |
| España (PROMUSICAE)                         | 24            |
| Suecia (Sverigetopplistan)                  | 37            |
| Suiza (Schweizer Hitparade)                 | 5             |
| Reino Unido (UK Albums Chart)               | 5             |
| Estados Unidos (Billboard 200)              | 4             |